# Aloha

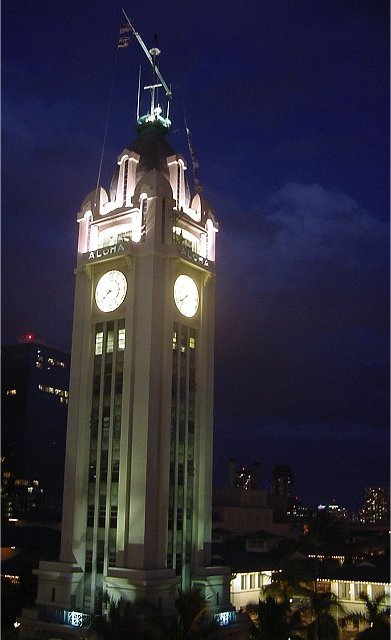
Fenomén zvaný duch Aloha inspiroval pojmenování věže Aloha, která vítá lodě připlouvající do přístavu v Honolulu od 11. září 1926.

Aloha vyjadřuje v havajštině slova cit, láska, mír, soucit, slitování, ahoj, a na shledanou. Je používáno převážně na Havaji jako pozdrav znamenající ahoj (při shledání i loučení). Vyskytuje se v různých formách, které jsou závislé na době zdravení: „Aloha kakahiaka“ je fráze pro „dobré ráno“. „Aloha ʻauinalā“ je fráze pro „dobré odpoledne“. „Aloha ahiahi“ je fráze pro „dobrý večer“. „Aloha kākou“ je běžnou podobou pro „buďte vítáni“.
Mahalo je příbuzný termín používaný jako „děkuji“.
„ʻAʻole pilikia“ je havajský termín pro „není za co“ nebo „v pořádku“.
Je také přezdívkou pro Havaj, které se říká „stát Aloha“.

## Etymologie
Slovo „aloha“ je odvozeno od protopolynéského kořene *alofa. Má následovníky v dalších polynéských jazycích, jako například maorské slovo aroha, které má také význam „láska“. Lidová etymologie tvrdí, že je odvozeno z havajských slov alo znamenající „blízkost“, „popředí“, „tvář“, nebo „sdílení“; a ha, znamenající „vdechnutí života“ nebo „podstatu života“, k tomuto tvrzení ale neexistují lingvistické důkazy.

## Trendy
V poslední době je snaha zpopularizovat tento termín po celých Spojených státech. Seriál Ztraceni, který byl natáčen na Havaji, má na konci závěrečných titulků děkovnou poznámku: "We thank the people of Hawaiʻi and their Aloha Spirit" („Děkujeme obyvatelům Havaje a jejich duchu Aloha“).
Prokazatelně nejslavnější havajskou píseň „Aloha ʻOe“ napsala poslední královna Havaje Liliʻuokalani.
Výraz inspiroval název protokolu ALOHA představeného v 70. letech Havajskou univerzitou.
Podle pozdravu aloha se jmenuje město Aloha v americkém státě Washington.